# Комптън (гама-обсерватория)
Обсерватория за гама лъчи „Комптън“ (на английски: Compton Gamma Ray Observatory (CGRO)), е бивш астрономически спътник, една от т.нар. „Велики обсерватории“ на НАСА, предназначена да установи източниците на гама лъчи. В експлоатация от 1991 до 1999 г., той е кръстен в чест на Артър Холи Комптън, един от пионерите във физиката на високите енергии.
В края на 60-те и началото на 70-те години на XX век спътниците Вела, построени за откриване на ядрени експлозии чрез излъчени гама лъчи, дават много фалшиви съобщения. Причината е, че през Слънчевата система преминават случайни гама експлозии (моментни „изблици“) от други източници. Основната цел на обсерваторията CGRO е да определи дали тези експлозии идват от галактиката на Млечния път, ако са с умерена енергия или от отдалечени галактики, ако са с екстремна енергия.
16-тонният сателит е изстрелян с космическата совалка „Атлантис“ на 11 април 1991 г. На обсерваторията се намират четири основни телескопа (Burst and Transient Source Experiment (BATSE), Oriented Scintillation Spectrometer Experiment (OSSE), Imaging Compton Telescope (COMPTEL), Energetic Gamma Ray Experiment Telescope (EGRET)) и други специализирани помощни инструменти и детектори. Измервателните уреди обхващат безпрецедентно голям енергиен диапазон от шест порядъка на електромагнитния спектър: от 20 keV до 30 GeV .
Спектрометърът OSSE измерва гама лъчите в диапазона 0,5 – 10 MeV с помощта на сцинтилационен детектор. Спектрометърът има невисока пространствена разделителна способност, но чрез измерване на спектрални линии той може да идентифицира химичния състав на източниците на гама-лъчи. Две редици сцинтилационни детектори, разположени на разстояние 1,5 метра, осигуряват небесни изображения с ъглова разделителна способност 2°, което е отлично за телескоп при тази енергия. Осем други сцинтилационни детектора (по един във всеки ъгъл на сателита), които са чувствителни от 10 keV до 2 MeV, имат достатъчна разделителна способност по време, за да проследят „кривата на светлината“ на гама-лъчи с продължителност само няколко милисекунди. В допълнение, телескоп, включващ искрова камера с голяма чувствителност, картографира небето при енергии от 1 – 30 MeV.
Чрез инструментите на CGRO се наблюдава, че изблиците на гама-лъчи са разпръснати равномерно по небето. Това доказа, че изблиците са на космологични разстояния, защото, ако бяха от събития в галактиката Млечен път, те щяха да се появят предимно в галактическата равнина. Този резултат (когато се интегрира с данни от по-късни сателити като италианско-холандския BeppoSAX и с наблюдения при оптични дължини на вълните) доказва, че изблиците са резултат от изключително силни събития в галактики, някои от които са изключително отдалечени.
В допълнение, CGRO също прави значителни наблюдения на свръхмасивни черни дупки в активни галактики; квазари; блазари (клас новооткрити квазари, които блестят най-силно в гама-лъчите); черни дупки със звездна маса и неутронни звезди.
След като един от жироскопите на CGRO се разваля през ноември 1999 г., НАСА решава да обезвреди сателита и той изгаря в атмосферата на 4 юни 2000 г., като неизгорели части от него падат в Тихия океан